# Окухара Сейко
Окухара Сейко (奥原 晴湖, 1837 — 1913) — японська мисткиня кінця 19-го століття.
Народилася у самурайській сім'ї. Основну частину життя провела в Едо. Під кінець свого проживання в столиці, співмешкала зі своїм учнем Ватанабе Сейран (1855 — 1918). У 1891-му році Окухара вирішила переселитися за місто. Роботи, створені у цей період, вважаються її кращими.
Брала уроки у Тані Бунчьо, але не змогла стати його учнем через те, що була жінкою. Окухара, як і більшість тогочасних митців, пристосовувала китайський стиль тушевих картин на японський манер. Її творчість зазнала впливу школи Кано, хоча роботи Окухара відносять до жанру нанґа.
Свою популярність вона здобула самотужки, без допомоги літературних чи мистецьких знайомств, подібно до іншої своєї сучасниці на ім'я Ноґучі Шьохін. Обидві були друзями Кідо Такайоші, який був для них меценатом. Окухара була відомою та впізнаваною мисткинею періоду Мейджі, попри те, що це більшість митців в її жанрі були саме чоловіками.
Її творчість іноді характеризують як "чоловічну", що можна пояснити як і роллю, якою вдовольнялася більшість тогочасних жінок у мистецтві, так і ліберальним стилем, який Окухара сповідувала. Вона часто носила чоловічий одяг та коротку стрижку, навмисно применшуючи свої жіночі риси. Також вона відмовилася підписувати свої роботи символом джьоші (女史, "пані"), який використовували інші мисткині того часу.
Попри те, що багато робіт Окухара знаходиться у приватних колекціях, велика кількість виставлена в Історичному музеї міста Коґа. Інші її картини зберігаються в таких музеях як Токійський національний музей, Музей мистецтв округу Лос-Анджелес, Британський музей, Музей мистецтв Філадельфії, Бруклінський музей, Музей витончених мистецтв (Бостон), Гарвардський художній музей, Художня галерея Єльського університету та інші. 